# غلامعلی رعدی آذرخشی
غلامعلی رعدی (۱ مهر ۱۲۸۸ – ۱۷ مرداد ۱۳۷۸) ادیب شاعر و نویسنده معاصر اهل ایران بود.

## زندگی
غلامعلی رعدی در مهر ۱۲۸۸ شمسی در محله ششگلان تبریز به دنیا آمد. پدرش محمدعلی افتخار لشکر، مستوفی و دیوانی بود و خاندان پدری پشت در پشت نظامی و دیوانی بودند. نیاکان پدری و مادری از مستوفیان آشتیان برخاسته و بعداً به تبریز کوچ کرده بودند. تحصیلات متوسطه را در دبیرستان فردوسی تبریز به پایان برد. در سال ۱۳۰۶ به  تهران رفت و به تحصیل در دانشکده حقوق و علوم سیاسی پرداخت. پس از اخذ لیسانس حقوق، در آبان سال ۱۳۱۵ برای ادامهٔ تحصیل عازم پاریس شد. مدتی نیز در ژنو تحصیل کرد و سرانجام در رشتهٔ حقوق بین‌الملل و ادبیات تطبیقی دکترا گرفت. پس از بازگشت به ایران در سال ۱۳۲۰ در وزارت فرهنگ مشغول کار شد و در سال ۱۳۲۰ مدیریت کتابخانه فنی وزارت فرهنگ و ریاست ادارهٔ کل نگارش را به عهده گرفت. رعدی در امر ایجاد فرهنگستان ایران با محمدعلی فروغی و علی‌اصغر حکمت همکاری کرد و مدتی نیز عهده‌دار ریاست دبیرخانهٔ فرهنگستان ایران بود.
غلامعلی رعدی در سال ۱۳۲۴ برای شرکت در یونسکو نامزد شد و به اتفاق علی‌اصغر حکمت به انگلستان رفت. سپس به نمایندگی ایران در کمیسیون مقدماتی آن سازمان انتخاب و به نیابت ریاست سازمان منصوب شد و پس از یک سال با سمت ریاست هیئت نمایندگی ایران در کنفرانس یونسکو در پاریس شرکت کرد و تا سال ۱۳۴۲ با داشتن عنوان وزیرمختاری و بعد سفیرکبیری، به سمت نمایندهٔ دایمی ایران در سازمان یونسکو به خدمت اشتغال داشت. در سال ۱۳۴۷ اقدام به تأسیس دانشکده ادبیات و علوم انسانی دانشگاه ملی ایرانی کرد. غلامعلی رعدی در روز ۱۷ مرداد ۱۳۷۸ در تهران درگذشت.
غلامعلی رعدی مدتی نیز سرپرستی مجلهٔ آموزش و پرورش و ریاست هیئت تحریریهٔ روزنامهٔ ایران را بر عهده داشت. از او علاوه بر کتاب‌هایی چون پنج آینه و جهان‌بینی فردوسی، شمار زیادی از مقالات و سخنرانی‌ها و اشعار فراوانی در روزنامه‌ها و مجلات ادبی و علمی مهم نیم قرن اخیر به چاپ رسیده است.
شعر معروف او «نگاه» از شاهکارهای معاصر ادبی ایران است. این بیت مطلع ان شعر است:
| من ندانم به نگاه تو چه رازی است نهان |  | که مرآن راز توان دیدن و گفتن نتوان! |

## آثار منتشرشده
- رستاخیز ادبی ایران
- زبان پارسی و وحـدت ملی ایران
- امیر کـبیر و شناخت جامعـه
- پـنج آینه (مجموعه اشعار)
- نگاه (مجموعه اشعار)
- پرواز (مجموعه اشعار)
- مرغ توفان (مجموعه اشعار)